# Faro di Marina di Campo
Il faro di Marina di Campo è un faro marittimo del mar Tirreno che si trova sull'omonimo promontorio lungo la costa meridionale dell'isola d'Elba, territorio comunale di Campo nell'Elba, nei pressi della torre di Marina di Campo nell'omonimo centro abitato.

## Storia
Il faro fu attivato nel 1901 dalla Regia Marina per l'illuminazione del tratto costiero di Marina di Campo.

## Architettura
Il fanale è attualmente collocato alla sommità di un edificio a pianta rettangolare attiguo alla torre, che prima della sua definitiva automatizzazione ospitava il personale che vi prestava servizio, sulle pendici del promontorio che si eleva in prossimità del molo meridionale del porto.
Ad alimentazione elettrica e a luce ritmica, è dotato di una lampada LABI da 250 W che emette un lampo bianco ogni 5 secondi della portata di 10 miglia nautiche.